# Lee Baxter
Lee Baxter (sinh ngày 17 tháng 6 năm 1976) là một cầu thủ bóng đá người Thụy Điển.

## Sự nghiệp câu lạc bộ
Lee Baxter đã từng chơi cho Vissel Kobe, Rangers, AIK, Malmö FF, Sheffield United, IFK Göteborg, Bodens BK, Landskrona BoIS và AGF.